# Osmocène
L'osmocène est un composé organométallique de l'osmium, et plus précisément un membre de la famille des métallocènes.

## Propriétés
L'osmocène se présente sous la forme d'un solide cristallin blanc, vendu dans le commerce. Il est isoélectronique du ferrocène et du ruthénocène, avec 18 électrons de valence, et est comme eux stable à l'état de monomère. Du fait de son prix (de l'ordre de $ 660 le gramme), de la rareté et de la toxicité de l'osmium, ses propriétés et ses composés ont été beaucoup moins étudiés et sont donc bien moins connus que ceux de ses analogues au fer et au ruthénium.
Il présente la même structure sandwich que le ferrocène, avec deux cycles de cyclopentadiène en conformation éclipsée. La longueur de liaison carbone-osmium est de 222 pm,. Comparé au ferrocène et au ruthénocène, il est moins réactif dans des réactions de type substitution électrophile aromatique, mais il a une plus grande tendance à former des adduits avec les acides de Lewis. Le cation osmocénium [OsCp2]+ se dimérise pour former des liaisons Os-Os de longueur 304 pm,. En revanche, le cation osmocénium du dérivé pentaméthylcyclopentadièné, [OsCp*2]+, lui est stable à l'état de monomère.

## Synthèse
L'osmocène a été synthétisé pour la première fois par Ernst Otto Fischer et Heinrich Grumbert dans les années 1950, époque d'intenses recherches sur les composés organométalliques, en particulier sur les métallocènes après la découverte accidentelle du ferrocène en 1951.
Il peut par exemple être produit par réaction entre le  tétroxyde d'osmium avec l'acide bromhydrique, puis avec le zinc et le cyclopentadiène :
{\displaystyle \mathrm {OsO_{4}\ {\xrightarrow[{2)Zn/C_{5}H_{6}}]{1)HBr}}\ Os(C_{5}H_{5})_{2}\ } }

## Utilisation
En 2009, Horst Kunkely et Arnd Vogler ont publié un article sur la possibilité d'utiliser l'osomocène comme catalyseur de la photolyse de l'eau.